# Emmanuel Demarcy-Mota
Pour les articles homonymes, voir Demarcy et Mota.
Emmanuel Demarcy-Mota, né le 19 juin 1970 à Neuilly-sur-Seine, est un acteur, dramaturge et metteur en scène français.

## Biographie

### Famille
Emmanuel Demarcy-Mota est le fils de Richard Demarcy, ancien sociologue, dramaturge, poète et metteur en scène, créateur du groupe expérimental du Naïf Théâtre et ancien secrétaire général du théâtre de la Commune d'Aubervilliers et de Teresa Mota (1940-2022), comédienne portugaise issue d'une grande lignée d'acteurs.

### Formation
Il étudie au lycée Rodin, (« plus souvent au café qu'au lycée », dit-il), dans le 13e arrondissement de Paris, où il fonde en 1987, une troupe de théâtre avec d'autres élèves. Ils présentent des travaux sur Eugène Ionesco, Luigi Pirandello, Frank Wedekind, Erdman. La troupe s'élargit de plus en plus durant les années qui suivent. Il fait ensuite des études de philosophie, de psychologie, et d'études théâtrales avant de s'orienter définitivement vers la mise en scène en 1992 en montant L'Histoire du soldat de Ramuz créé en partenariat avec le théâtre de la Commune d'Aubervilliers.

### Activités
Outre ses goûts et premières passions — il se dit très marqué par ses rencontres avec Pessoa ou Camus, une des premières pièces qu'il monte vers 17 ans (et qu’il montera à nouveau  par la suite) étant Caligula —, l'ultra-volubile Demarcy-Mota deviendra aussi pilote de Formule 3, ou encore tennisman de haut niveau.
Dans les interviews récentes (au Monde, à France Culture, etc.), il déclare encore ces « passions » sur le même rang que d'autres comme la philosophie ou la littérature, comme importantes dans sa vie en 2018. Il aime et apprécie le tennis « comme Camus avait la passion du foot ».

### Carrière
En 1999, Demarcy-Mota reçoit le prix de la révélation théâtrale, par le Syndicat national de la critique dramatique et musicale, pour sa mise en scène de Peine d'amour perdue.
Nommé le 27 juillet 2001 directeur de la Comédie de Reims par Catherine Tasca, il prend ses fonctions en janvier 2002. Il y mettra en scène des pièces de Fabrice Melquiot, comme Marcia Hesse en septembre 2005. En 2004, il adapte la pièce Rhinocéros d'Eugène Ionesco qui connaît un grand succès dans les salles de théâtre françaises.
C'est avec le Collectif artistique de la Comédie de Reims qu'il montera Ionesco Suite en 2005, puis Variations Brecht en 2006, effectuant ainsi un véritable travail laboratoire qui propose une réelle réflexion sur le théâtre des plus grands auteurs du XXe siècle.
En septembre 2007, il est nommé à la tête du théâtre de la Ville à Paris, où il succède au printemps 2008 à Gérard Violette. Depuis 2009, il est candidat au Prix Europe Réalités Théâtrales du Prix Europe pour le théâtre. Le 4 mai 2011, il est nommé également à la tête du Festival d'automne à Paris à partir de la saison 2011 (pour une programmation effective à partir de 2012) mettant fin à l'intérim assuré par Marie Collin et Joséphine Markovits depuis la disparition soudaine de son cofondateur et directeur Alain Crombecque en 2009.
Demarcy-Mota s’entoure de tout un collectif d’artistes qu’il crée alors qu’il est à Reims, et qui va le suivre tout au long de ses différents projets. Il travaille essentiellement sur des textes du XXe siècle, comme ceux de Pirandello, Ionesco, ou Brecht, où la collaboration artistique de François Regnault est essentielle, à la fois traducteur, conseiller, voire mentor intellectuel. Pour ce qui est de ces deux derniers auteurs, il crée même des pièces pour leur rendre hommage : Ionesco suite et Variations Brecht. Il monte aussi des pièces peu connues. Il est le premier à monter les pièces de son ami Fabrice Melquiot (qui fait d’ailleurs partie du collectif artistique qu'il a créé). Mais c’est effectivement grâce à une pièce de Shakespeare qu’il a été révélé au grand public.
Son théâtre est un théâtre de l’exploration et de la diversité. Lui-même a des origines françaises et portugaises, il a une grande expérience des voyages et parle cinq langues. Il a donc pour but d’effacer toutes les frontières qui peuvent entraver la création théâtrale, et c’est pourquoi il monte des pièces d’auteurs de divers pays. On peut donc, comme Colette Godard, qualifier son théâtre de « théâtre apatride ».
Dans sa politique au théâtre de la Ville, il désire créer un réseau de villes, construit sur de vraies relations, de véritables collaborations en profondeur. Il a déjà créé de nombreuses connexions avec le théâtre national de Lisbonne, le festival Tchekhov de Moscou, Anvers, et Naples, avec Renato Quaglia, directeur du Napoli Teatro Festival Italia.
Pour lui, la question de la souveraineté du texte n’est pas pertinente. Il est à la recherche d’un langage scénique, avec ou sans texte. La scène est lieu d’expression, de langage, et les formes de langage n’ont pas de limite pour lui. Or, c’est la vocation du Théâtre de La Ville que de réunir danse, théâtre et musique du monde, sans opposition.
Pour l’année 2010, il travaille avec plusieurs chorégraphes dont le Néo-Zélandais Lemi Ponifasio, l’Israélien Hofesh Shechter et le Sud-Africain Gregory Maqoma. Mais il prend soin de spécifier qu’il ne s’agit en aucun cas d’une confusion selon laquelle tout est danse, tout est théâtre… Demarcy-Mota creuse des intersections entre les arts. Il n’y a donc pas confusion mais perméabilité.
À la fin de l'année 2019, Emmanuel Demarcy-Mota est nommé par Jean-Yves Le Drian, ministre de l'Europe et des Affaires étrangères, et Franck Riester, ministre de la Culture, président de la Saison croisée France-Portugal 2021-2022. Il sera assisté de João Pinharanda, commissaire général pour la partie portugaise, et de Victoire Bidegain di Rosa, commissaire générale pour la partie française.

## Mises en scène
- 1998 : Peine d'amour perdue de William Shakespeare, théâtre de la Commune, théâtre de la Ville
- 2000 : Marat-Sade de Peter Weiss, théâtre de la Commune d'Aubervilliers
- 2001 : Six personnages en quête d'auteur de Luigi Pirandello, Comédie de Reims, tournée en 2002 : Théâtre du Nord, Théâtre des Bouffes du Nord, théâtre de la Ville
- 2002 : L'Inattendu et Le Diable en partage de Fabrice Melquiot, théâtre de la Bastille, Comédie de Reims
- 2004 : Ma vie de chandelle de Fabrice Melquiot, Comédie de Reims, théâtre de la Ville
- 2004 : Rhinocéros d'Eugène Ionesco, théâtre de la Ville
- 2005 : Marcia Hesse de Fabrice Melquiot, Comédie de Reims, théâtre des Abbesses
- 2006 : Les Trois Autres que moi de Fernando Pessoa, théâtre de l'Ouest parisien
- 2007 : Homme pour homme de Bertolt Brecht, théâtre de la Ville, Comédie de Reims
- 2009 : Casimir et Caroline d'Ödön von Horváth, théâtre de la Ville
- 2009 : Wanted Petula de Fabrice Melquiot, théâtre des Abbesses
- 2010 : Bouli, année zéro de Fabrice Melquiot, théâtre des Abbesses
- 2011 : re-création de Rhinocéros d'Eugène Ionesco, théâtre de la Ville
- 2013 : Victor ou les enfants au pouvoir d'après Roger Vitrac, théâtre de la Ville
- 2013 : Ionesco Suite d'après Eugène Ionesco, théâtre de la Ville
- 2014 : Le Faiseur d'après Balzac, Théâtre de la ville
- 2014 : Six personnages en quête d'auteur de Luigi Pirandello, MC2
- 2016 : Alice et autres merveilles
- 2017 : L'État de siège d'Albert Camus[10]
- 2019 : Les sorcières de Salem d'Arthur Miller[11]
- 2022 : Zoo ou l'assassin philanthrope de Vercors, théâtre de la Ville (espace Cardin)

## Distinctions
- Prix du Syndicat de la critique 1999 : Prix de la révélation théâtrale de l'année pour sa mise en scène de Peines d'amour perdues de William Shakespeare [12]
- 2010 : Prix Plaisir du théâtre

## Publications
- « Art nouveau ». Théâtre de la Ville, 2010, no 169, p. 24-26